# ビーバートン学校区
ビーバートン学校区（英: Beaverton School District）は、アメリカ合衆国オレゴン州のビーバートン及びポートランドの一部を包含する公立学区。オレゴン州内で第3位の生徒数を誇る学区で、2005年現在、35,329人の児童・生徒が在籍する。2004-2005年度における、学区の総予算は4億2800万米ドルであった。Jerome Colonnaが学区監督を務めている。
学区内には31の小学校、8の中学校、8の高等学校があり、総勢2,016人の教師が在籍する。

## 学校

### 小学校
| - アロア・パーク - Mascot: Cougars - Principal: Scott Drew - バーンズ - Mascot: Bobcatsk - Principal: Susan Rodriguez - ビーバー・エイカーズ - Mascot: Beavers - Principal: Stacy Geale - ベサニー - Mascot: Bobcats - Principal: Christy Batsell - シダー・ミル - Mascot: Lumberjacks - Principal: Brian Horne - チェヘイレム - Mascot: Mustangs - Principal: Kathleen Kaczke - クーパー・マウンテン - Mascot: Cougars - Principal: Debra Nicolai - エルモニカ - Mascot: Engineers - Principal: Mike Mitchell - エロル・ハッセル - Mascot: Hornets - Principal: Teresa Clemens-Brower - フィンドレー - Mascot: Dragons - Principal: Kathleen Skidmore Dee - ファー・グローブ - Mascot: Furry Grover - Principal: Jared Cordon - グリーンウェイ - Mascot: Cougars - Principal: Robert Matuszak - ヘーゼルデール - Mascot: Hawks - Principal: Glen Rutherford - ヒテオン - Mascot: Hawks - Principal: Linda Schattauer - ジェイコブ・ウィズマー - Mascot: Eagles - Principal: Joan McFadden - キナマン - Mascot: Coyote - Principal: Jan McCall | - マッケイ - Mascot: wolves - Principal: Mary Jean Katz - マッキンリー - Mascot: - Principal: Susan McKinney - モントクレア - Mascot: Red Tailed Hawks - Principal: Verna Bailey - ナンシー・ライルズ - Mascot: Crocodiles - Principal: Ronald Porterfield - オーク・ヒル - Mascot: Otters - Principal: Cheryl Hagseth - ローリー・ヒルズ (K-8) - Mascot: Panthers - Principal: Colleen Miller - ローリー・パーク - Mascot: Tigers - Principal: Barbara Millikan - リッジウッド - Mascot: Roadrunners - Principal: Scot Stockwell - ロック・クリーク - Mascot: Rockets - Principal: Arlene Hirsch - ショールズ・ハイツ - Mascot: Knights - Principal: Joan Kern - セクストン・マウンテン - Mascot: Eagles - Principal: Don Martin - スプリングビル - Mascot: - Principal: Cheryl Ames - テラ・リンダ - Mascot: Tigers - Principal: John Huelskamp - ヴォーズ - Mascot: Eagles - Principal: Will Flores - ウェスト・トゥアラティン・ビュー - Mascot: All-Stars - Principal: Ginny Hansmann - ウィリアム・ウォーカー - Mascot: Eagles - Principal: Barbara Evans |

### 中学校
| - コネストーガ - Mascot: Cougars - Principal: Zan Hess - ファイブ・オークス - Mascot: Falcons - Principal: Shirley Brock - ハイランド・パーク - Mascot: Raiders - Principal: Allan Deckard | - メドウ・パーク - Mascot: Trojans - Principal: Jill O'Neill - マウンテン・ビュー - Mascot: Mountaineer - Principal: Joann Hulquist - ストーラー - Mascot: Jaguars - Principal: Florence Riche - ウィットフォード - Mascot: Coachmen - Principal: Matt Casteel |

### オプションの中学校
- スンマ

公立の代替プログラムで、優秀な6年生、7年生、8年生の教育を目的として設置された。現在、メドウ・パーク中学校とウィットフォード中学校の中に設置されている。入学を希望する生徒は入学願書を記入の上、小論文と教師からの推薦状を提出しなければならない。また、生徒は州が用意したすべての試験において99パーセンタイルを通過する必要がある。

### 高等学校
- アロア高等学校
- ビーバートン高等学校
- サウスリッジ高等学校
- サンセット高等学校
- ウェストビュー高等学校

アロア、ビーバートン、サウスリッジ、サンセット、ウェストビューは、学校対抗の運動競技や活動の場となる「メトロリーグ」の所属校である。

### オプションの高等学校
- アーツ・アンド・コミュニケーション・マグネット・アカデミー
  - Principal: Michael Johnson

公的に資金援助を受けているマグネットスクールで、生徒の自主性を重んじた教育を採用している。視覚芸術、グラフィックデザイン、彫刻、詩、演劇、舞踏、音楽などの学習に重点を置いている。
- インターナショナル・スクール・オブ・ビーバートン
  - Principal: Sheila Baumgardner

このオプション課程は6年生から10年生までの生徒を対象とし、「IBミドル・イヤーズ・プログラム」と呼ばれる課程を提供している。近年、同校に高等学校相当の学年が追加された。
- メルロ・ステーション高等学校
  - Principal: Greg Parcher

複数のプログラムがあり、その中には「コミュニティ・スクール」や「スクール・オブ・サイエンス・アンド・テクノロジー」が含まれる。
- テラ・ノヴァ
  - Principal: Gary Myers

テラ・ノヴァは「ビッグ・ピクチャー・インスパイアド・スクール」の一つで、9年生から12年生まで合計80人の生徒が在籍する学校である。生徒は1人ずつまたは小さなグループになって、「個別学習プラン」の下、それぞれの学習スタイル、熱意、学習目的に沿った形式で勉強を行う。生徒の学業活動は、このような学習プランや、地域に基づいたインターンシップに重点を置いている。インターンシップ活動の内容は、コンサベーション・コープス・チーム、アウトドア・スクール・カウンセリング、小学校教師、および学習プランチームによって適宜決定された業種となる。

## 統計
2009年度において、ビーバートン公立学区には、州教育省が認定した1114人のホームレスが在籍し、これは登録生徒数の3.0％になる。

### 教師対生徒の比
- 幼稚園 1:22
- 1-5学年 1:26.15
- 6-8学年 1:24.35
- 9-12学年 1:26.4

### 生徒内訳
- マイノリティの生徒率：31%（10,878人）
- 生徒の第一言語数：70以上
- 昼食代の援助資格を有する生徒率：24%